# Chevrolet Express
Chevrolet Express y su prima, la GMC Savana son furgonetas de gran tamaño fabricadas por la GM. Ambas comparten idénticas carrocerías y extras, variando solo en la parrilla. El año 1996 se deja de fabricar el full size van bajo la denominación Chevrolet Van (Chevy Van), y GMC Vandura, el cambio de modelo también trajo nuevo nombre. 
Competidoras directas de modelos Ford como la E Series en su momento, la Ram Van de Dodge, actualmente también dada de baja, reemplazada por la Sprinter, fruto de la alianza con Daimler-Benz, estos vehículos se caracterizan por contar con variado espacio interior apto para todo tipo de carga, muchas son las configuraciones en cuanto a tamaño, puertas, ventanas etc. También son variadas las opciones de motor, empezando con el clásico V6 Vortec de 4.3L, le siguen una gran cantidad de V8´s, 5.0, 5.7, 6.5, 7.4 litros, y una versión diésel de 6.6L Duramax con turbo. El básico de seis cilindros es adecuado para la versión más pequeña, pero se queda corto en versiones más largas donde la capacidad de carga es alta.
Estas furgonetas se identifican de la misma manera que los camiones de carga, con las siglas 1500, 2500 y 3500, media tonelada, 3/4 y tonelada de carga neta respectivamente. Opciones como tracción en las cuatro ruedas, y control de tracción vienen disponibles, así mismo aire acondicionado, ventanas eléctricas, control de velocidad de crucero. Solo una caja automática de cuatro marchas es estándar para todos los motores.
Es común que se transformen este tipo de van agregándole todo tipo de aditamentos, como televisores, DVD, stereos, cama, etc. Al ser muy espaciosas mucha gente las prefiere para uso recreativo y salidas con la familia.